# Kauhamo
Kauhamo är en sjö i kommunen Taivalkoski i landskapet Norra Österbotten i Finland. Arean är 37 hektar och strandlinjen är 5,25 kilometer lång. Sjön  ingår i Ijo älvs huvudavrinningsområde.   Den ligger omkring 170 kilometer nordöst om Uleåborg och omkring 640 kilometer norr om Helsingfors. 
I sjön finns ön Myllysaari. Nordöst om Kauhamo ligger Tervajärvi. 